# Petrine

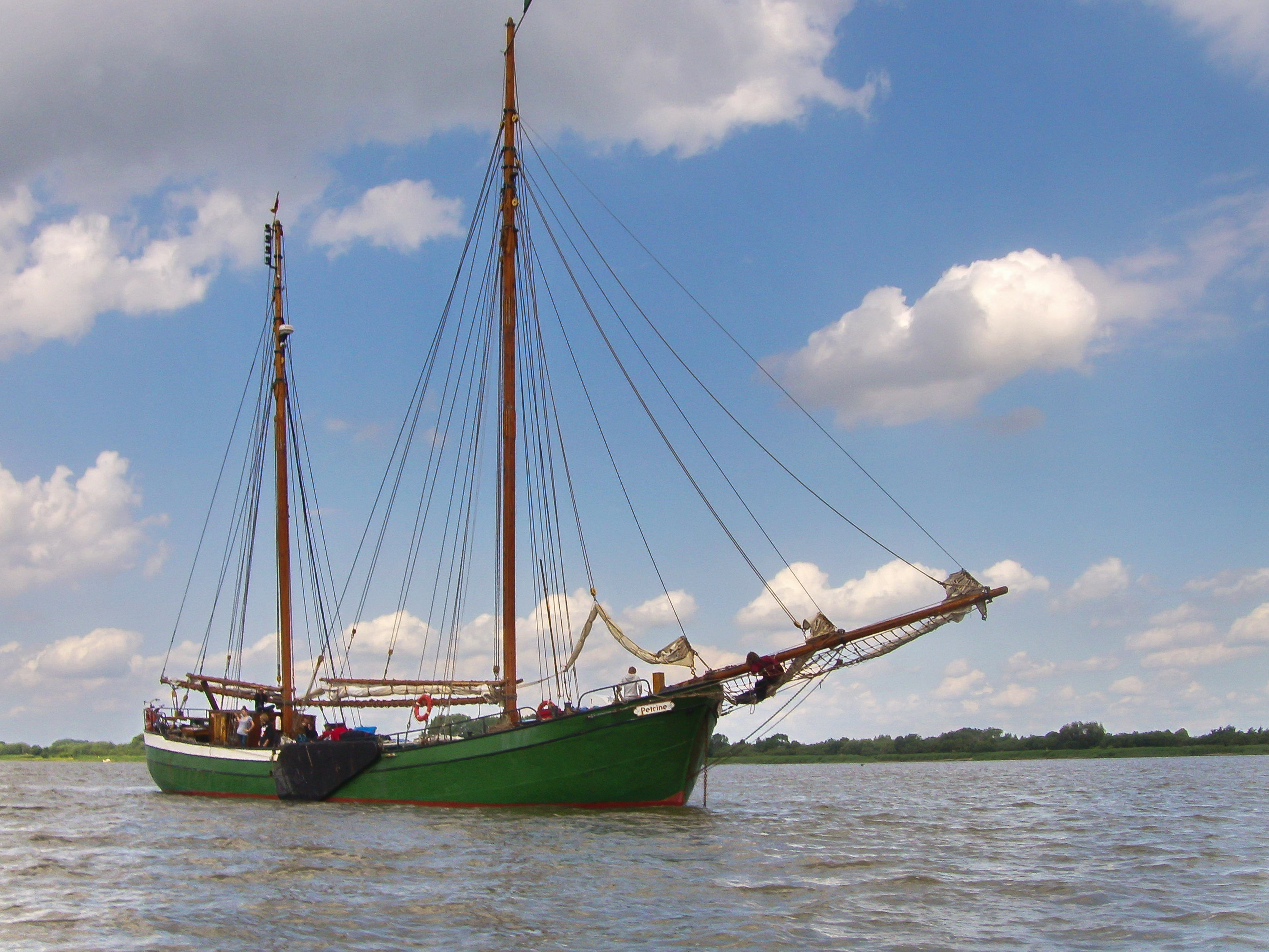
Petrine på Elbe utanför Kollmar, 2011

Petrine  är ett tyskt segelfartyg av den flatbottnade frisiska evert-typen som sjösattes 1909 i Moorrege i Schleswig-Holstein i Tyskland. Hon är idag är ett traditionsfartyg.
Fartyget byggdes på Jacobs-Werft i Moorrege. I början av 1900-talet övergick flera varv från skrov i trä till stålskrov, och också Petrine kom att byggas i stål. År 1909 var Petrine ett av de största fartygen av evert-typ, med en nyttolast på 64 ton. Hon sattes i frakttrafik och köptes 1919 av en dansk redare och fick namnet Edelgaard. År 1924 fick hon sin första hjälpmotor, som var en tändkulemotor tillverkad av Deutsche Werke Kiel på 31 hästkrafter. Fartyget såldes vidare 1926 och fick då namnet Olga och användes därefter huvudsakligen för transport av sten. 
År 1932 byttes maskinen till en kraftigare på 56 hästkrafter. Efter ytterligare ett ägarbyte 1956 fick hon namnet Svenia och fick 1959 en ännu starkare Alpha-dieselmotor på 100 hästkrafter, vilken är kvar som maskin idag. Efter ett ägarbyte 1969 blev hennes namn Tove Anette, och kort därefter, med ännu en ny ägare, Hejmakej. Planen var därefter att skrota fartyget, men hon övertogs av en privatperson som återgav fartyget namnet Petrine och restaurerade henne till ett seglande passagerarfartyg. Den ursprungliga riggningen återställdes därvid till gaffelketch.
Hon ägs av föreningen Bildungswerk Mensch und Meer e.V i Altenholz i Schleswig-Holstein och används som skolfartyg.